# Plectocomiinae
Plectocomiinae es una subtribu de plantas con flores perteneciente a la subfamilia Arecoideae dentro de la familia Arecaceae. Tiene los siguientes géneros.

## Géneros
Según GRIN
- Bejaudia Gagnep. = Myrialepis Becc.
- Myrialepis Becc.
- Plectocomia Mart. ex Blume
- Plectocomiopsis Becc.